# فرخنده کوهی کلاه‌دار
فرخنده کوهی کلاه‌دار (نام علمی: Buthraupis montana) نام یک گونه از سرده فرخنده‌های بزرگ است.